# الکساندر گروزینسکی
الکساندر گروزینسکی (لهستانی: Alexander Gruszynski؛ زادهٔ ۱۹ ژوئن ۱۹۵۰) یک فیلم‌بردار اهل لهستان است.

## فیلم‌شناسی
- نهایت خطر
- لرزش
- ۵۴
- آمیزش جنسی سه‌نفره
- آنگوس
- پابرهنگی
- آخرین مرد بی‌گناه